# 산욕

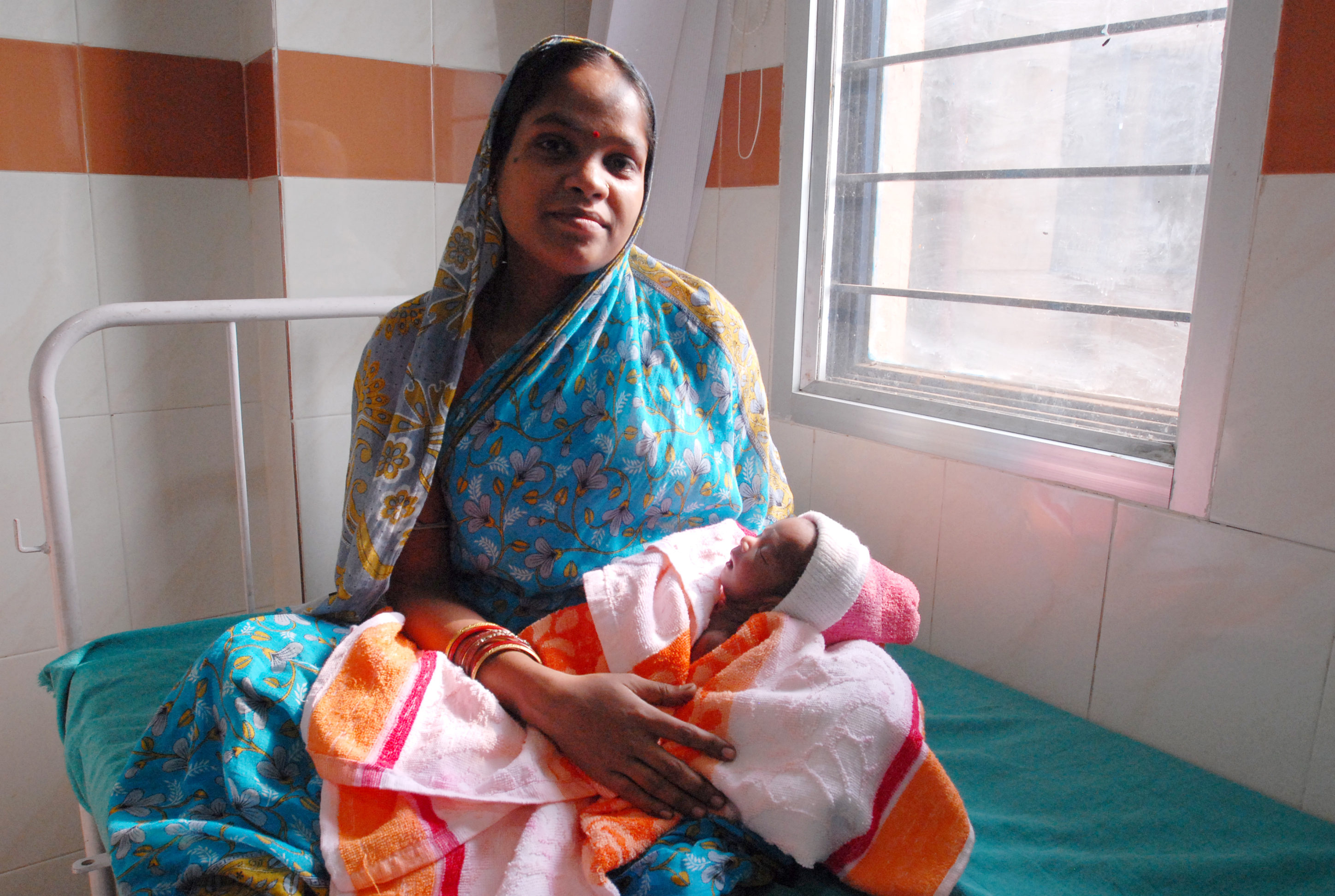
갓난아기를 가진 엄마

산욕(産褥, 영어: postpartum period, postnatal period)이란 일반적으로 분만 후의 6~8주간을 의미하나, 의학적으로는 6주간만 인정한다. 이 기간 동안 자궁·질·외음부 등이 임신 전의 상태로 되돌아가고, 분만 때의 상처도 아물게 된다.
산욕기에는 모체가 전반적으로 매우 피로하므로 산모는 특히 전신의 휴양과 충분한 영양의 섭취에 신경써야 한다.

## 같이 보기
- 육아휴직